# Peter Handke
Peter Handke  (* 6. prosinca 1942. u Griffenu) - austrijski književnik i prevoditelj.
Njegova majka Maria Handke, rođena Sivec (1920-1971) bila je Slovenka iz Koruške. Otac je bio bankovni činovnik Erich Schönemann koji je bio stacioniran kao njemački vojnik u Koruškoj. Schönemann je bio u braku, te se Maria prije Hadkeovog rođenja udala u Berlinu za Adolfa Brunu Handkea († 1988), njegovog kasnijeg očuha. 
Nakon što je prve tri godine života proveo u Istočnom Berlinu, obitelj se doselila u Griffen (slovenski: Grebinj) u austrijskom dijelu Koruške, gdje je živjela majčina obitelj. Handkeovi odnosi s očuhom su postojali sve lošiji, te je Petar Handke možda zbog toga počeo prezirati domovinu svojega oca očuha, te zavolio ono što je smatrao domovinom svoje majke - Jugoslaviju. Ta je ljubav obuhvaćala Sloveniju, kao stvarnu matičnu zemlju Slovenaca, dakle naroda kojemu je pripadala Handkeova majka; međutim je 1991. godine nakon izlaska Slovenije iz SFRJ Handke počeo prezirati i Sloveniju, prenijevši stanovite domoljubne identifikacije na ono što je smatrao nastavkom Jugoslavije - Srbiju.
Prvo objavljeno književno djelo je publikacija Fackel (baklja) u izdanju katoličke škole za dječake u Tanzenbergu. Za vrijeme studija u Grazu pridružuje se književnoj grupi Forum Gradski park (Forum Stadtpark) i objavljuje u magazinu Manuskripte. Nakon objave njegovog prvog romana "Stršljeni" (Die Hornissen) u ljeto 1956., napušta studije da bi se potpuno posvetio pisanju.
Najpoznatije Handkeovo djelo je Golmanov strah od jedanesterca koje je kasnije preradio u scenarij za zapaženi istoimeni film Wima Wendersa.
2019. godine osvojio je Nobelovu nagradu za književnost.

## Handkeovo zalaganje za Srbiju
1996. godine, nakon nakon objavljivanja knjige "Eine winterliche Reise zu den Flüssen Donau, Save, Morawa und Drina oder Gerechtigkeit für Serbien" ("zimsko putovanje rijekama... ili pravda za Srbiju")  dolazi u medijima do žestokih kontroverzi koje traju i dalje sve do danas. Kritičari ga optužuju za trivijalizaciju srpskih ratnih zločina, dok Handke navodi da rabi sofisticiraniji izbor riječi za prikaz događanja nego što se po njemu događalo općenito u tisku. U ožujku 2004. Handke potpisuje zajedno s kanadskim piscom Robertom Dicksonom apel koji poziva na obranu Slobodana Miloševića. Jedan od daljnjih potpisnika bio je i budući britanski nobelovac Harold Pinter.
Iste godine je posjetio Miloševića u zatvoru u Haagu. Godine 2005. pozvan je od kao svjedok Miloševićeve obrane. Handke je odbio i malo kasnije objavio esej naziva Die Tablas und Daimiel. Dana 18. ožujka 2006. Handke se pojavio na pokopu Slobodana Miloševića i nastupio kao govornik. Tom prigodom kratko progovorio kako je Svijet bio nepravedan prema Srbiji i prema Slobodanu Miloševiću, te da on (Handke) je došao na Miloševićev pogreb jer ima potrebu biti "blizak Jugoslaviji, blizak Srbiji, blizak Slobodanu Miloševiću".
Sociolog Keith Doubt opisuje da Handke u svojem zalaganju za srpsku stvar koristi postmodernističke metode da izbjegne suočavanje s istinom - bez prave odgovornosti i ne dajući adekvatno priznanje vlastite prosrpske pristranosti.
Predsjednik Republike Srbije Tomislav Nikolić odlikovao je Handkea 2013. Zlatnom medaljom za izuzetne doprinose u javnim i kulturnim delatnostima. Zbog dugogodišnjeg zalaganja za Srbiju, proglašen je Handke 2015. godine i počasnim građaninom Beograda, koje je priznanje Handke primio sa zadovoljstvom, posjetivši i tom prigodom predsjednika R Srbije Tomislava Nikolića, uz obostrano tople riječi.